# Ордовский, Михаил Львович
Михаил Львович Ордовский (род. 8 июня 1941, Ленинград) — советский и российский кинорежиссёр и сценарист, актёр.

## Биография
Режиссёр-постановщик и сценарист М. Л. Ордовский родился в Ленинграде 8 июня 1941 года.
В 1964 году окончил Ленинградский электротехнический институт.
В 1973 — режиссёрский факультет ВГИКа (мастерская — Л. В. Кулешова).
С 1972 года — режиссёр-постановщик киностудии «Ленфильм».

## Общественная позиция
В марте 2014 г. подписал письмо «Мы с Вами!» КиноСоюза в поддержку Украины.
В июле 2018 поддержал открытое письмо украинских деятелей культуры к заключенному в России украинского режиссера Олега Сенцова.

## Фильмография

#### Режиссёр-постановщик
1. 1973 — Возвращённый год (короткометражный)
2. 1976 — Житейское дело (киноальманах, новелла 3 «Житейское дело»)
3. 1978 — Случайные пассажиры
4. 1981 — Путешествие в Кавказские горы
5. 1984 — Каждый десятый
6. 1986 — Сказание о храбром Хочбаре (совместно с Асхабом Абакаровым)
7. 2008 — Кто ты такой? (документальный)

#### Сценарист
1. 1973 — Возвращённый год (короткометражный) (Режиссёр-постановщик: Михаил Ордовский)

#### Роли в кино
1. 1970 — Хозяин — эпизод
2. 1982 — Пространство для манёвра — сотрудник конструкторского бюро
3. 1985 — Иван Бабушкин — эпизод во 2-й серии